# Juan de Lizarazu
Juan de Lizarazu y García de Recáin (* Pamplona, 1594-† San Andrés, Píllaro, 17 de diciembre de 1644), fue un magistrado español de origen navarro, que ocupó altos cargos políticos y judiciales en el Virreinato del Perú durante el siglo XVII. Se desempeñó sucesivamente como Presidente de las Reales Audiencias de Charcas y Quito.

## Biografía
Sus padres fueron Juan de Lizarazu y Marcilla de Caparroso, señor del Palacio de Jaurrieta, y la dama sangüesina Ana María García de Recáin. Como hijo segundo, le correspondió seguir la carrera de letrado, pasando a estudiar en el Colegio del Arzobispo de la Universidad de Salamanca, donde obtuvo el grado de Doctor en Leyes (1618) y llegó a ser rector de dicho Colegio (1624-1625). De retorno a Navarra, ocupó de manera sucesiva los cargos de Alcalde de la Corte Mayor y oidor de la Cámara de Comptos (1626).

### Presidente de la Audiencia de Charcas
Nombrado presidente de la Real Audiencia de Charcas (1633), se trasladó al Perú junto a su mujer, hijos y criados. Asumió sus funciones recién dos años después, pero debido a sus enfrentamientos con los visitadores Juan de Carvajal y Sande, y luego con Juan de Palacios, fue obligado a dejar el cargo. Durante su gestión, hizo amistad con el clérigo Álvaro Alonso Barba, quien le dedicó su obra Arte de los Metales (1640). Ese mismo año, se le concedió el hábito de la Orden de Santiago. 

### Presidente de la Audiencia de Quito
Se encontraba ya en Panamá, en camino de retorno a España, cuando se enteró allí de su nombramiento como presidente de la Real Audiencia de Quito (1642). Se estableció en dicha ciudad junto a su familia y en circunstancias de una visita que realizaba falleció en el pueblo de San Andrés. Su muerte tuvo implicaciones graves para su familia. 

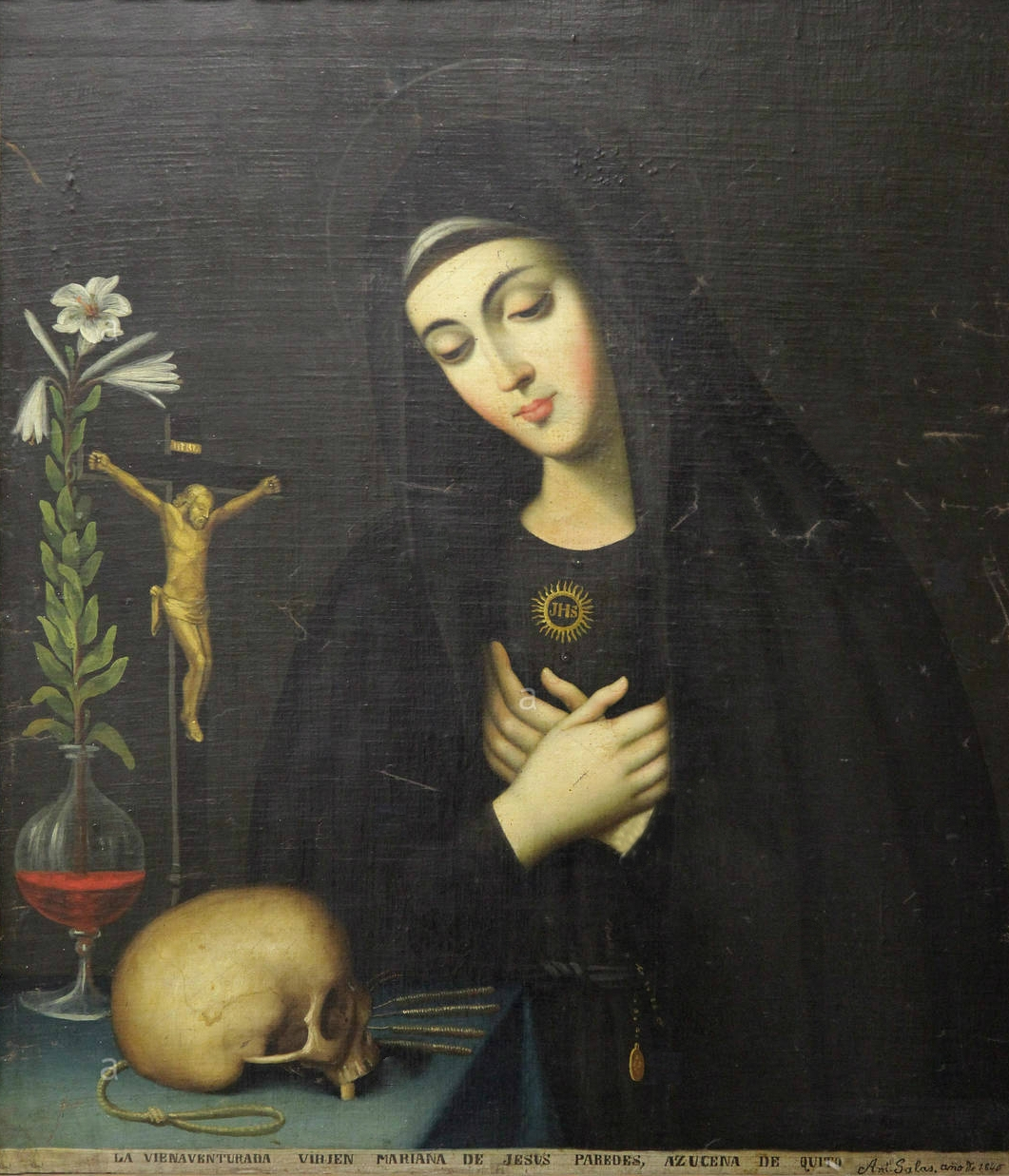
Retrato de Mariana de Jesús

A juicio de Federico González Suárez:

Lizarazu era desinteresado y en su fallecimiento dejó sumida en la indigencia a su familia, compuesta de seis huérfanos y de su viuda, doña Martina de Beaumont y Navarra, en cuyo auxilio tuvo que acudir la caridad pública de los quiteños. Por la muerte de Lizarazu volvió a presidir, por tercera vez, en la Audiencia el mismo doctor don Antonio Rodríguez de San Isidro. Así, no habían transcurrido todavía ni diez años desde el fallecimiento del doctor Morga, cuando en la Audiencia de Quito se habían sucedido ya dos presidentes. También pocos meses después, en 1647, salió de Quito el ilustrísimo señor obispo don fray Pedro de Oviedo, ascendido a la sede metropolitana de Charcas; había gobernado la diócesis de Quito, durante más de quince años, con mucho acierto y cordura.
González Suárez - Historia General del Ecuador

Su muerte ocurrió poco tiempo antes del fallecimiento de Mariana de Jesús, lo que significó que la muerte de la Santa se llevó a cabo mientras había un vacío de poder en la Audiencia de Quito, aumentando aún más la crisis que se vivía en la sociedad quiteña conmocionada. Debido a la muerte de Lizarazu, presidía interinamente Antonio Rodríguez de San Isidro.De esta forma, nuevamente la Real Audiencia de Quito no lograba consolidar en la Presidencia a un mandante por más de periodos de tiempo muy cortos. Si bien se rescatan las presidencias de Hernando de Santillán, Barros de San Millan, Miguel de Ibarra y Antonio de Morga, en los otros casos muchas veces por muerte del presidente en el mandato, antes que por inestabilidad y revueltas, no existió tanta continuidad de los gobernadores en el cargo. De todas formas, la presidencia de Lizarazu se llevó a cabo años antes de la Paz de Westfalia con lo que se separarían definitivamente la corona Portuguesa con la Española, lo que desencadenaría una carrera por controlar la amazonía, lo que impulsaría al apogeo de las misiones jesuitas en Maynas.
Habiendo tenido como presidentes de audiencia a Juan de Lizarazu y posteriormente sería Martín de Arriola quienes fueron caballero de la orden de santiago y de la orden de calatrava respectivamente, el importante filósofo y profesor Leonardo de Peñafiel escribiría las "Obligaciones y excelencias de las tres órdenes militares Santiago, Calatrava y Alcántara" y se publicarían en 1643. Este libro es uno de los más importantes escritos sobre las órdenes militares en la Real Audiencia de Quito. La cultura de la caballería así como las formas cortesanas fueron cultivados durante el siglo XVII en la Audiencia de Quito, por Pedro de Mercado con su tratado publicado en Ámsterdam que incluye "Galateo espiritual, cortesano a lo virtuoso o vida de Damiana Barrollo".

## Matrimonio y descendencia
Contrajo nupcias en Pamplona, en 1628, con la noble dama Martina de Arizcun Beaumont y Navarra, hija de Martín de Arizcun Beaumont de Navarra y Ursúa, VI vizconde de Arberoa y VII barón de Beorlegui, y Luisa de Álava Santamaría y Elío, con quien tuvo a:
1. Martín de Lizarazu y Beaumont de Navarra, nació el 10 de agosto de 1628 en Pamplona. Fue capitán y caballero de la Orden de Calatrava, casado con Luisa de Hinojosa Calvo y Garnica el 4 de abril de 1652 en Potosí, tuvieron 9 hijos. Martín fue tesorero de la Casa Real de la Moneda de Potosí desde 1687 hasta su muerte el 2 de septiembre de 1690. Fue sucedido en el cargo por su hijo mayor José, su nieto Juan José  continuó con el cargo y con el título de conde de Casa Real de la Moneda.
2. María Plácida de Lizarazu, casada con Luis Lopez de Ceráin, con sucesión.
3. Antonia Eustaquia de Lizarazu, casada con Álvaro de Espinosa y Patiño de Velasco, tesorero de la Real Casa de Moneda de Potosí, con sucesión.
4. Juan José de Lizarazu y Beaumont, caballero de la Orden de Santiago.
5. Bernardo de Lizarazu y Beaumont, caballero de Orden de Santiago.